# 포여 죄르지
포여 죄르지(헝가리어: Pólya György, 영어: George Pólya 조지 폴리아[*], 1887년 12월 13일 – 1985년 9월 7일)는 헝가리계 미국인 수학자이다. 1914년부터 1940년까지 취리히 연방 공과대학교, 1940년부터 1953년까지 스탠퍼드 대학교에서 수학 교수로 지냈다. 조합론, 수론, 수치해석학과 확률론 분야에 기여하였으며 휴리스틱과 수학 교육에 대해서도 업적을 남겼다.

## 같이 보기
- 포여 열거 정리
- 제곱 잉여
- 해석적 연속
- 평면의 결정군